# ファン・カナロ
ファン・カナロ（Juan Canaro, 1892年6月23日 - 1977年3月16日）は、タンゴの作曲家およびバンドネオン奏者でファン・カナロ楽団の代表。

## 生涯
1892年6月23日 、ウルグアイに生まれる。有名なフランシスコ・カナロの弟であるファン・カナロは、幼児期にウルグアイからアルゼンチンのブエノスアイレスに移住する。13歳のときに、自分用のバンドネオンを購入し、15歳のとき本格的にバンドネオンを習う。まもなく楽団でのデビューを果たす。いろいろな楽団を転々とし、1917年に、兄が主宰するフランシスコ・カナロ楽団に入る。1922年にカナロ楽団を退団するが1924年にまた戻る。
1930年に・ファン・カナロ楽団を創設する。1935年のブラジル公演をこなす。1940年から1942年にかけて、アメリカ大陸演奏ツアーをこなす。1954年には、アルゼンチンのタンゴ楽団としては初めて、日本公演をやりとげる。日本公演のためのオリジナル曲としてカナロ・エン・ハポンを作曲する
1977年3月16日、死去する。

## 有名な作品
- カナロ・エン・ハポン　Canaro en Japón